# Karoline Bjerkeli Grøvdal
Karoline Bjerkeli Grøvdal (née le 14 juin 1990 à Ålesund) est une athlète norvégienne spécialiste des courses de fond.

## Carrière
Elle remporte à dix-sept ans la médaille d'or des Championnats d'Europe juniors 2007 d'Hengelo, s'imposant dans l'épreuve du 3 000 mètres steeple dans le temps de 9 min 44 s 34. Elle conserve son titre deux ans plus tard lors de l'édition 2009 se déroulant à Novi Sad, et s'impose par ailleurs sur 5 000 mètres. Titrée dans l'épreuve junior des Championnats d'Europe de cross de Dublin, elle est désignée « étoile montante » féminine à l'occasion de la remise des trophées de l'athlète européen de l'année 2009 de l'AEA.
En 2010, la Norvégienne se classe troisième des Championnats d'Europe par équipes organisés en Norvège, et obtient par ailleurs une place de finaliste (13e) sur 5 000 mètres lors des Championnats d'Europe de Barcelone.
Plus en retrait au niveau international depuis, la Norvégienne connait une grosse progression lors de la saison 2016 où elle améliore ses records personnels sur toutes ses épreuves (1 500 m, mile, 5 000 m, 10 000 m) et ces résultats lui permettent de décrocher le 6 juillet la médaille de bronze sur 10 000 m lors des Championnats d'Europe d'Amsterdam avec un nouveau record personnel en 31 min 23 s 45.
Le 26 août 2017, lors des championnats de Norvège, elle prend part à son premier 3 000 m steeple depuis 2011 et bat son propre record de Norvège vieux de 10 ans (9 min 33 s 19 lorsqu'elle avait 17 ans) en réalisant 9 min 13 s 35.
Le 12 août 2018, lors des championnats d'Europe de Berlin, Karoline Bjerkeli remporte la médaille de bronze du 3 000 m steeple en 9 min 24 s 46, derrière la tenante du titre Gesa Felicitas Krause et la Suissesse Fabienne Schlumpf.
Elle se classe 13e des championnats du monde 2019 à Doha en 9 min 29 s 41.
En décembre 2021, elle devient championne d'Europe de cross-country à Dublin.
En 2022 elle réalise 14 min 31 s 07 lors du 5 000 m des Bislett Games d'Oslo, ce qui bat le record d'Ingrid Kristiansen qui datait de 36 ans. Elle termine 8e des championnats du monde.
En décembre, elle devient à nouveau championne d'Europe de cross-country à Turin.
En décembre 2023, à Bruxelles elle remporte le championnat d'Europe de cross-country pour la troisième fois de suite.
En 2024, Grøvdal bat le record de Norvège du 3 000 m en 8 min 27 s 02 à Oslo. L'ancien record était la propriété de Grete Waitz depuis 1979. Aux championnats d'Europe elle remporte l'or sur semi-marathon, deux jours après avoir obtenu l'argent sur 5 000 m.

## Palmarès
| Date | Compétition                            | Lieu             | Résultat | Épreuve       | Temps          |
| ---- | -------------------------------------- | ---------------- | -------- | ------------- | -------------- |
| 2006 | Championnats du monde juniors          | Pékin            | 5e       | 3 000 m st.   | 10 min 00 s 44 |
| 2006 | Championnats d'Europe de cross-country | San Giorgio      | 2e       | Course junior |                |
| 2007 | Championnats d'Europe juniors          | Hengelo          | 1re      | 3 000 m       |                |
| 2007 | Championnats du monde jeunesse         | Ostrava          | 3e       | 2 000 m st.   | 6 min 25 s 30  |
| 2009 | Championnats d'Europe juniors          | Novi Sad         | 1re      | 5 000 m       | 15 min 45 s 45 |
| 2009 | Championnats d'Europe juniors          | Novi Sad         | 1re      | 3 000 m st.   | 9 min 43 s 69  |
| 2009 | Championnats d'Europe de cross-country | Dublin           | 1re      | Course junior |                |
| 2010 | Championnats d'Europe par équipes      | Bergen           | 3e       | 5 000 m       | 15 min 25 s 40 |
| 2010 | Championnats d'Europe                  | Barcelone        | 9e       | 5 000 m       | 15 min 41 s 42 |
| 2013 | Championnats du monde                  | Moscou           | 13e      | 5 000 m       | 15 min 48 s 87 |
| 2014 | Championnats d'Europe                  | Zürich           | 13e      | 5 000 m       | 15 min 52 s 78 |
| 2015 | Championnats d'Europe par équipes      | Tcheboksary      | 2e       | 1 500 m       | 4 min 16 s 22  |
| 2015 | Championnats d'Europe de cross-country | Hyères           | 3e       | Individuel    | 25 min 55 s    |
| 2016 | Championnats d'Europe                  | Amsterdam        | 3e       | 10 000 m      | 31 min 23 s 45 |
| 2016 | Jeux olympiques                        | Rio de Janeiro   | 7e       | 5 000 m       | 14 min 57 s 53 |
| 2016 | Jeux olympiques                        | Rio de Janeiro   | 9e       | 10 000 m      | 31 min 14 s 07 |
| 2016 | Championnats d'Europe de cross-country | Chia             | 3e       | Individuel    | 25 min 26 s    |
| 2017 | Championnats du monde                  | Londres          | finale   | 5 000 m       | DNF            |
| 2017 | Championnats d'Europe de cross-country | Šamorín          | 3e       | Individuel    | 27 min 04 s    |
| 2018 | Championnats d'Europe                  | Berlin           | 3e       | 3 000 m st.   | 9 min 24 s 46  |
| 2018 | Championnats d'Europe de cross-country | Tilbourg         | 3e       | Individuel    | 26 min 7 s     |
| 2019 | Championnats d'Europe en salle         | Glasgow          | 5e       | 3 000 m       | 8 min 52 s 12  |
| 2019 | Championnats d'Europe par équipes      | Sandnes          | 1re      | 3 000 m       | 9 min 45 s 20  |
| 2019 | Ligue de diamant                       | Ligue de diamant | 9e       | 3 000 m st.   | 9 min 20 s 69  |
| 2019 | Championnats du monde                  | Doha             | 13e      | 3 000 m st.   | 9 min 29 s 41  |
| 2019 | Championnats d'Europe de cross-country | Lisbonne         | 2e       | Individuel    | 27 min 07 s    |
| 2021 | Jeux olympiques                        | Tokyo            | 14e      | 5 000 m       | 15 min 09 s 37 |
| 2021 | Jeux olympiques                        | Tokyo            | —        | 10 000 m      | DNF            |
| 2021 | Championnats d'Europe de cross-country | Dublin           | 1re      | Individuel    | 26 min 34 s    |
| 2022 | Championnats d'Europe de cross-country | Turin            | 1re      | Individuel    | 26 min 25 s    |
| 2023 | Championnats d'Europe de cross-country | Bruxelles        | 1re      | Individuel    | 33 min 40 s    |
| 2024 | Championnats d'Europe                  | Rome             | 2e       | 5 000 m       | 14 min 38 s 62 |
| 2024 | Championnats d'Europe                  | Rome             | 1re      | Semi-marathon | 1 h 8 min 9 s  |
| 2024 | Jeux olympiques                        | Paris            | 8e       | 5 000 m       | 14 min 43 s 21 |

## Records
| Épreuve              | Performance         | Lieu       | Date              |
| -------------------- | ------------------- | ---------- | ----------------- |
| 1 500 mètres         | 4 min 03 s 07       | Stockholm  | 4 juillet 2021    |
| Mile                 | 4 min 26 s 23 (NR)  | Oslo       | 9 juin 2016       |
| 3 000 mètres         | 8 min 27 s 02 (NR)  | Oslo       | 30 mai 2024       |
| 5 000 mètres         | 14 min 31 s 07 (NR) | Oslo       | 16 juin 2022      |
| 10 000 mètres        | 30 min 50 s 84      | Oslo       | 8 août 2021       |
| Semi-marathon        | 1 h 7 min 34 s      | Copenhague | 17 septembre 2023 |
| 3 000 mètres steeple | 9 min 13 s 35 (NR)  | Sandnes    | 26 août 2017      |